# 신도림중학교
신도림중학교(新道林中學校)는 대한민국 서울특별시 구로구 신도림동에 있는 공립 중학교이다.

## 학교 연혁
- 1984년 1월 9일 : 학교설립 인가
- 1984년 1월 16일 : 초대 박균원 교장 취임
- 1984년 3월 5일 : 입학식 (남 5학급, 여 5학급)
- 1987년 2월 12일 : 제1회 졸업식 (남 5학급, 여 5학급)
- 2005년 9월 12일 : 창조관 증축
- 2010년 12월 6일 : 서울형 혁신학교 지정
- 2022년 9월 1일 : 제14대 김홍배 교장 취임
- 2023년 1월 6일 : 제37회 졸업식(12학급 348명) 졸업식 누계(15,562명)

## 참고 자료
- 신도림중학교 - 한국교육학술정보원 학교알리미